# Rörtjärnen (Kalls socken, Jämtland, 709347-136419)
Rörtjärnen är en sjö i Åre kommun i Jämtland och ingår i Indalsälvens huvudavrinningsområde. Sjön har en area på 0,124 kvadratkilometer och ligger 686,5 meter över havet.

## Delavrinningsområde
Rörtjärnen ingår i det delavrinningsområde (709402-136397) som SMHI kallar för Mynnar i Flesån. Medelhöjden är 661 meter över havet och ytan är 6,11 kvadratkilometer. Det finns inga avrinningsområden uppströms utan avrinningsområdet är högsta punkten. Vattendraget som avvattnar avrinningsområdet har biflödesordning 3, vilket innebär att vattnet flödar genom totalt 3 vattendrag innan det når havet efter 381 kilometer. Avrinningsområdet består mestadels av skog (71 procent) och kalfjäll (24 procent). Avrinningsområdet har 0,12 kvadratkilometer vattenytor vilket ger det en sjöprocent på 2 procent.